# Língua korowai
Korowai (Kolufaup) é uma língua Papua  da província Papua  da Indonésia. É falada pelos Korowai, cerca de 3.500 pessoas (2007), sendo que cerca de 3.000 só falam Korowai. Conforme P. de Vries, menos de 1% são alfabetizados, usam o alfabeto latino. Os mais jovens falam o indonésio.
É falada no sudeste da Papua (província indonésia) à noroeste de Senggo, entre os rios Sirac  e Digul.

## Dialetos
São dois os dialetos, o setentrional e o meridional mutuamente inteligíveis com 90% do vocabulário igual.